# Benis
Benis (persisch بنيس,  transkribiert als Benīs; auch bekannt als Benīz und Biniz) ist ein Dorf in der Gemeinde (dehestan) Guney-ye Sharqi, im zentralen Bachsch des Schahrestan Schabestar der iranischen Provinz Ost-Aserbaidschan. Beim Zensus im Jahr 2006 lebten dort 1422 Menschen in 455 Familien.
Die meisten der dort wohnhaften Menschen leben und arbeiten in Teheran.